# Brecha metabólica
La brecha metabólica (también escisión, fractura, grieta o ruptura metabólica) es la desconexión o el desequilibrio de la interacción metabólica entre la humanidad y el resto de la naturaleza derivada de la producción capitalista y la creciente división entre la ciudad y el campo. Es un concepto creado a partir de la noción de Karl Marx sobre la “ruptura irreparable en el proceso interdependiente del metabolismo social” usado ampliamente en los años recientes en discusiones medioambientales, particularmente por la izquierda política.
La brecha metabólica, de acuerdo con John Bellamy Foster, quien acuñó el término, es el desarrollo del trabajo temprano de Marx en los  Manuscritos económicos y filosóficos sobre la esencia de las especies y la relación de los seres humanos y la naturaleza. El metabolismo es el “análisis maduro de la alienación de la naturaleza” de Marx y presenta “una manera sólida y científica de representar el intercambio complejo y dinámico entre los seres humanos y la naturaleza, resultado del trabajo”.
A diferencia de los que han atribuido a Marx una indiferencia por la naturaleza y la responsabilidad de los problemas ambientales de la Unión Soviética y otros estados supuestamente comunistas, Foster encuentra en la teoría de la brecha metabólica la evidencia de la perspectiva ecológica de Marx. La teoría de la brecha metabólica permite desarrollar una crítica de la degradación ambiental que anticipó gran parte del pensamiento ecológico actual, incluyendo las cuestiones de sostenibilidad.